# Division d'Honneur 1906-07
La Primera División de Bélgica 1906/07 fue la 12.ª temporada de la máxima competición futbolística en Bélgica.

## Tabla de posiciones
| Pos | Equipo                    | PJ | PG | PE | PP | GF | GC | Pts | DG  | Notas                               |
| --- | ------------------------- | -- | -- | -- | -- | -- | -- | --- | --- | ----------------------------------- |
| 1   | Union Saint-Gilloise      | 18 | 17 | 0  | 1  | 71 | 13 | 34  | +58 |                                     |
| 2   | Racing Club de Bruxelles  | 18 | 11 | 3  | 4  | 63 | 25 | 25  | +38 |                                     |
| 3   | F.C. Brugeois             | 18 | 11 | 2  | 5  | 36 | 21 | 24  | +15 |                                     |
| 4   | Daring Club de Bruxelles  | 18 | 10 | 3  | 5  | 47 | 18 | 23  | +29 |                                     |
| 5   | Antwerp F.C.              | 18 | 9  | 2  | 7  | 44 | 22 | 20  | +22 |                                     |
| 6   | C.S. Brugeois             | 18 | 7  | 3  | 8  | 32 | 33 | 17  | -1  |                                     |
| 7   | Léopold Club de Bruxelles | 18 | 5  | 1  | 12 | 23 | 52 | 11  | -29 |                                     |
| 8   | S.C. Courtraisien         | 18 | 4  | 2  | 12 | 29 | 61 | 10  | -32 |                                     |
| 9   | F.C. Liégeois             | 18 | 5  | 0  | 13 | 25 | 65 | 10  | -40 |                                     |
| 10  | C.S. Verviétois           | 18 | 3  | 0  | 15 | 32 | 77 | 6   | -45 | Descenso a la División de Promoción |

PJ = Partidos jugados; PG = Partidos ganados; PE = Partidos empatados; PP = Partidos perdidos; GF = Goles a favor; GC = Goles en contra; Pts = Puntos; DG = Diferencia de goles